# La Menace Andromède

La Menace Andromède (The Andromeda Strain) est une mini-série américaine réalisée par Mikael Salomon, diffusée en 2008. Elle est basée sur le premier roman de Michael Crichton : La Variété Andromède et est aussi le remake du film de 1971 Le Mystère Andromède, première adaptation du roman.

## Synopsis
À la suite de l'accident d'un satellite américain, une ville est décimée par un virus nommé « Andromède ». Une équipe de cinq scientifiques va travailler avec acharnement dans un laboratoire secret ultramoderne pour découvrir le lien de cause à effet, qui a tué les habitants et apprendre comment neutraliser cette contagion meurtrière.

## Fiche technique
- Titre original : The Andromeda Strain
- Titre français : La Menace Andromède
- Réalisation : Mikael Salomon
- Scénario : Robert Schenkkan (en) d'après le roman éponyme de Michael Crichton
- Photographie : Jon Joffin
- Musique : Joel J. Richard (it)
- Production : Ron Binkowski, Clara George, Malcolm Reeve, Mikael Salomon, Ridley Scott, Tony Scott, Tom Thayer et David W. Zucker
- Pays d'origine : États-Unis
- Format : couleur - 1,78 : 1 - son Dolby Digital
- Genre : science-fiction
- Durée : 174 minutes
- Date de sortie : 2008

## Distribution

### Acteurs principaux
- Benjamin Bratt (VF : Maurice Decoster) : Dr Jeremy Stone
- Eric McCormack (VF : Guillaume Lebon) : Jack Nash
- Christa Miller (VF : Brigitte Aubry) : Dr Angela Noyce
- Daniel Dae Kim (VF : Gérard Malabat) : Dr Tsi Chou
- Viola Davis (VF : Annie Milon) : Dr Charlene Barton
- Justin Louis (VF : Jean-François Aupied) : le colonel James C. Ferrus
- Barry Flatman (VF : Thierry Murzeau) : Chuck Beeter
- Ted Whittal (VF : Tony Joudrier) : le président William J. Scott
- Ted Atherton (VF : Bernard Bollet) : Ed Dewitt
- Tom McBeath (VF : Jean-François Vlérick) : Kyle Tobler
- Rick Schroder (VF : Alexandre Gillet) : major Bill Keane MD
- Andre Braugher (VF : Jean-Paul Pitolin) : le général George W. Mancheck

### Acteurs secondaires
- Magda Apanowicz (VF : Adeline Chetail) : Suzie Travis
- Anna Galvin (VF : Rafaèle Moutier) : Lisa Stone
- Jonathan Potts : Pat Terrence
- Tom Butler : le colonel Scott Arnold

Source VF : Doublage Séries Database